# Ku-Fu? Dalla Sicilia con furore
Ku-Fu? Dalla Sicilia con furore è un film del 1973, diretto da Nando Cicero. Parodia dei film di arti marziali in voga all'epoca, il titolo fa riferimento a Dalla Cina con furore, la locandina rimanda a Il furore della Cina colpisce ancora (entrambi con Bruce Lee) mentre la trama ricalca quella di Cinque dita di violenza con Lo Lieh.
Annunciato inizialmente con il titolo La capa più tosta di tutta la Cina!, il film è uscito in Italia il 30 agosto 1973, ottenendo un ottimo successo di pubblico, con un incasso che sfiorò i 900 milioni di lire.
È stato distribuito anche all'estero, per esempio in Francia, con il titolo Le roi du kung fu (nel febbraio 1976), e in Grecia, dapprima intitolato Franco - Ciccio, sti hora tou karate e in seguito come Franco - Ciccio: Pio dynatoi ap' ton Bruce Lee.

## Trama
Franco Franchi interpreta Franco, detto "Fico d'India", in quanto chi lo tocca si "punge". Una sorta di emulo siciliano di Bruce Lee che il "maestro" Don Vito (detto il Mandarino di Sicilia), cinese espulso dal suo paese perché contrabbandava riso da Palermo a Pechino, cerca di addestrare nell'arte del kung-fu con esiti disastrosi.
Franco promesso sposo alla figlia, mai vista se non in una foto da neonata, di Don Vito, per farsi una posizione si reca a Roma. Nella capitale della "Cina", vuole partecipare ad un concorso di arti marziali, il cui vincitore sarà assunto come vigilie urbano della capitale, ma questo lo si saprà solo alla fine, in quanto tutti credono si tratti di un posto di comando. Si iscrive, dietro raccomandazione del suo protettore, Don Vito il Mandarino di Sicilia, alla scuola del maestro Kon Chi Lai, ma, inizialmente, con pessimi risultati. Nel frattempo soggiorna alla locanda "cinese" di Kekor. Unci Vuncia, la figlia di Kekor, che tra l'altro di nome fa Nuto, si innamora di Franco, sebbene, come detto, questi sia promesso dalla nascita con la figlia del Mandarino. L'avversario di Franco è Attila, della scuola di Kung-fu di Lo Con The. Il Fico d'India lo sfida, con risultati disastrosi, alla locanda, dopo che Attila e i suoi sgherri hanno riempito di verdura e pomodori la figlia di Kekor, rea d'aver cantato delle insopportabili nenie "cinesi", al posto di canzoni romanesche. Viene salvato, ma pure picchiato, da Kekor. La filosofia di vita di quest'ultimo è, infatti, assai semplice: non sapendo con sicurezza chi sia innocente o colpevole, "mena" indistintamente a tutti.
A proposito di filosofia, c'è da dire che Kon Chi Lai è un vero ciarlatano, in quanto privo di ogni vera conoscenza e capacità nelle arti marziali. Significativa la battuta: "Kung Fu? Ma cos'è un fungo cinese? Ma chi li capisce questi?".
Nel frattempo Lo Con The, preoccupato dalla concorrenza di Kon Chi Lai, fa arrivare da Milano "li mejo de piazza san Babila": Ki Kaka Mai, Tut Li Tui e Va A Fan. Questi terribili lottatori, dopo aver saccheggiato a colpi di spada un chiosco di porchetta, si recano presso la palestra di Kon Chi Lai e massacrano di botte gli allievi della scuola: qui Franco dimostra la sua viltà oltre ogni limite ed evita lo scontro. L'allievo prediletto di Kon, Aldo Marama, oltre che picchiato si trova in second'ordine rispetto a Franco, tradisce e si vende, pertanto, come spia a Lo: gesto pienamente giustificato, se leggiamo il suo nome a partire dal cognome. Marama viene, dunque, a sapere delle intenzioni di Kon: svelare a Franco il segreto della "Mano di Travertino", che lo renderebbe invincibile. Si tratta, in pratica, di inserire le mani in un braciere rovente per renderle dure ed insensibili al dolore.
Cominciano così gli allenamenti per Franco, che, però, si riducono allo spostamento dell'intera mobilia, sulle spalle, da una casa all'altra di Kon (memorabile la battuta di Franco sui "Padri" spirituali di Kon Chi Lai). Gli allenamenti continuano con durezza crescente. Franco, per ottenere l'invincibile "Mano di Travertino" arriva ad immergere le braccia in un catino di brace ardente, uscendone miracolosamente indenne, mentre Aldo Marama tenta la stessa manovra, perdendo le mani… Un colpo di fortuna aiuta ancora Franco: prova la mano su un muro di una casa abbandonata, la quale è stata minata da alcuni operai, in procinto d'abbatterla. La mina brilla proprio mentre Franco tocca il muro, convincendo sé e gli altri di essere invincibile.
Lo Con The tenta di spaventare Franco facendolo assistere ad una spettacolare prova di forza eseguita da "li mejo de piazza san Babila", che ingoiano spade e con la testa colpiscono al volo incudini. Franco allora reagisce tentando di sollevare una pesante incudine, ma il risultato è catastrofico: lo "sforzo" gli provoca una violenta "reazione intestinale" che fa fuggire, nauseati, i presenti. Pertanto, all'appellativo "Mano di Travertino" se ne aggiunge uno nuovo: "Culo Proibito".
Fallite quindi lusinghe e minacce, Lo Con The ricorre ad un'arma segreta: la cambiale. Quindi manda da Franco il gestore di un negozio di articoli sportivi, il cavalier Strozzi, con cui Franco ha un'enorme cambiale da saldare. Franco non la può ancora pagare, quindi Strozzi, in un gesto di rabbia, gli morde proprio la "Mano di Travertino", che Franco intendeva adoperare al concorso, rendendola inutilizzabile.
Alla fine, con un altro gran colpo di fortuna, ossia usando l'arma di Kekor, una parrucca d'acciaio, vince anche il concorso d'arti marziali, sconfiggendo Attila, il campione di Lo Con The, e ottenendo il sospirato posto di vigile urbano. Ma a turbare la fine arriva il Mandarino con sua figlia, una donna orrenda, a reclamare il matrimonio e l'adozione di Franco. Ma, per fortuna, alla figlia del Mandarino non piace Franco, bensì Kekor. Allora tutto s'aggiusta permettendo a Franco di fuggire con Unci Vuncia, la bella figlia di Kekor.
Ciliegina finale, ora, da vigile, Franco potrà anche vendicarsi, sfasciando a colpi di "Mano di Travertino" la 500 di una persona che lo investiva ogni volta che lo incontrava per strada, dandogli persino la colpa dell'accaduto.